# Santiago Orgaz
Santiago Orgaz Fernández (Madrid, España, 10 de noviembre de 1928 — 20 de marzo de 2014), conocido como Verde, fue un futbolista español que jugaba como defensa.

## Trayectoria
Orgaz jugó para el Club Atlético de Madrid entre 1952 y 1959, y entre 1954 y 1955 lo hizo en la U. D. Las Palmas. Jugó exactamente cien partidos para el Atlético Madrid, con noventa y siete encuentros en la Liga y tres en la Copa de Europa, entre 1958 y 1959. Jugó veinte partidos con la U. D. Las Palmas.

## Equipos
| Club                    | País   | Año       |
| ----------------------- | ------ | --------- |
| Club Atlético de Madrid | España | 1952-1959 |
| U. D. Las Palmas        | España | 1954-1955 |